# Eduardo Mario Acevedo
Eduardo Mario Acevedo Cardozo (Montevideo, 25 de septiembre de 1959) es un  exfutbolista y entrenador uruguayo. Actualmente no dirige ningún club.
Jugó como defensa para la selección uruguaya en la Copa Mundial de 1986.

## Trayectoria
Cursa su escolaridad en la Escuela y Liceo Elbio Fernández.
Es un director técnico uruguayo que se caracteriza por la intensidad de sus equipos, el buen trato de pelota y por apoyarse mucho en las divisiones juveniles de los clubes en los que dirige.
Su debut como director técnico fue en el año 1996 en la Institución Atlética Sud América de su país, donde había finalizado su carrera como futbolista. Entre los años 1997 y 1998 fue entrenador de la selección de la divisional B AUF. En 1998 dirige por primera vez a Defensor Sporting Club como técnico interino, club el cual lo vio nacer como futbolista. De los años 1999 a 2001 se hizo cargo de la dirección técnica de Deportivo Maldonado. En el año 2002 dirige por primera vez en el exterior al club Gavilanes de Nuevo Laredo de México. En el año 2003 vuelve a UAG Tecos pero esta vez como director técnico, clasificando a dicho equipo a los Playoff finales. En 2005 es contratado por Monarcas Morelia de la misma liga, donde permanece una temporada. En 2006 vuelve nuevamente a UAG Tecos y permanecerá al frente del equipo durante 2 temporadas logrando nuevamente la clasificación a la Liguilla final.
En 2009 retorna a su país y dirige por primera vez al Club Atlético Cerro, conquistando —tras culminar en tercera posición en la Tabla Anual— el título de Liguilla Pre-Libertadores, único título en la historia del club y clasificándolo a la Copa Libertadores de América.
A mediados de 2009 asume como entrenador del Club Nacional de Football de la Primera División de Uruguay, donde fue campeón del Torneo Apertura y gana por primera vez el premio como mejor entrenador del fútbol uruguayo. En 2010 retorna por tercera vez a UAG Tecos ahora Estudiantes Tecos y se hace cargo del equipo a mitad de campeonato que se encontraba en una situación complicada logrando importantes resultados.
En 2011 conduce a Danubio Fútbol Club y en 2012 dirige al Club Atlético Banfield, equipo con el que desciende de categoría. En 2014 decide tomarse un breve descanso de la dirección técnica e incursiona como analista deportivo para la cadena Fox Sports, en el programa Fox Sports Radio Uruguay. En 2015 tuvo su segundo pasaje por el Club Atlético Cerro, terminando tercero en el campeonato local (habiendo llegado a la última fecha del Apertura con chances de campeonar), clasificándolo nuevamente a la Copa Libertadores de América y ganando por segunda vez el premio de mejor entrenador del fútbol uruguayo.
En febrero del año 2016 comienza su segundo pasaje por el Defensor Sporting Club donde logra clasificarse a la Copa Sudamericana del siguiente año. Ya en 2017 al frente del mismo club se consagra campeón del Torneo Apertura. Es finalista del Torneo Intermedio recordado por haberle ganado un partido histórico a Peñarol en el Estadio Campeón del Siglo con nueve jugadores, perdiendo la final del mismo frente a Nacional. Finaliza segundo en el Torneo Clausura, detrás de Peñarol, a pesar de haber perdido a su jugador estrella Maximiliano Gómez y a otros tres jugadores titulares. Posteriormente caería ante Peñarol en las finales del torneo con un plantel muy diezmado por las lesiones. Es galardonado por tercera vez con el premio de mejor entrenador del fútbol uruguayo por la prensa especializada. Finaliza su trabajo en el equipo fusionado en diciembre del año 2018.
En 2020 dirige en Chile al Club Deportivo Universidad de Concepción; donde gana siete encuentros, empata diez y pierde nueve, y renuncia a final de año por diferencias con la ANFP. En 2021 asume el desafío de dirigir nuevamente al Defensor Sporting Club en las últimas tres fechas del campeonato uruguayo, estando el equipo violeta muy comprometido con el descenso. No pudo mantener al equipo en Primera al perder un partido y empatar los dos restantes.
En 2021, dirigió 8 partidos con Defensor Sporting y rescindió su contrato por los malos resultados obtenidos.

## Selección nacional
Fue internacional con la Selección de Uruguay un total de 41 partidos, marcando un gol. Ganó la Copa América de 1983 y formó parte del plantel uruguayo que disputó la Copa Mundial de Fútbol de 1986.

### Participaciones en Copas del Mundo
| Mundial              | Sede   | Resultado        | Part. | Goles |
| -------------------- | ------ | ---------------- | ----- | ----- |
| Copa Mundial de 1986 | México | Octavos de final | 4     | 0     |

### Participaciones en Copa América
| Copa              | Sede          | Resultado | Part. | Goles |
| ----------------- | ------------- | --------- | ----- | ----- |
| Copa América 1983 | Sin sede fija | Campeón   | 8     | 1     |

## Clubes

### Como futbolista
| Club                 | País    | Año       |
| -------------------- | ------- | --------- |
| Defensor Sporting    | Uruguay | 1977-1986 |
| Deportivo La Coruña  | España  | 1986-1987 |
| Tecos                | México  | 1987-1990 |
| Racing de Montevideo | Uruguay | 1990-1991 |
| Consadole Sapporo    | Japón   | 1992      |
| Fénix                | Uruguay | 1993      |
| Rentistas            | Uruguay | 1994      |
| Sud América          | Uruguay | 1995      |

### Como entrenador
- Actualizado al 21 de julio de 2021.

| Club                      | País      | Año       | PJ  | PG  | PE  | PP  | %      |
| ------------------------- | --------- | --------- | --- | --- | --- | --- | ------ |
| Sud América               | Uruguay   | 1996      | 13  | 1   | 5   | 7   | 20.51% |
| Defensor Sporting         | Uruguay   | 1998      | 5   | 1   | 3   | 1   | 40%    |
| Deportivo Maldonado       | Uruguay   | 1999-2001 | 74  | 19  | 20  | 35  | 34.69% |
| Gavilanes                 | México    | 2002      | 6   | 1   | 3   | 2   | 33.34% |
| Tecos                     | México    | 2003-2004 | 35  | 12  | 7   | 16  | 40.96% |
| Morelia                   | México    | 2004-2005 | 38  | 18  | 7   | 13  | 53.51% |
| Tecos                     | México    | 2005-2006 | 31  | 12  | 3   | 16  | 41.94% |
| Cerro                     | Uruguay   | 2009      | 19  | 13  | 2   | 4   | 71.93% |
| Nacional                  | Uruguay   | 2009-2010 | 41  | 25  | 7   | 9   | 66.67% |
| Estudiantes Tecos         | México    | 2010      | 11  | 3   | 2   | 6   | 33.33% |
| Danubio                   | Uruguay   | 2011      | 15  | 4   | 3   | 8   | 33.34% |
| Banfield                  | Argentina | 2012      | 13  | 2   | 4   | 7   | 25.64% |
| Cerro                     | Uruguay   | 2015      | 15  | 9   | 1   | 5   | 62.22% |
| Defensor Sporting         | Uruguay   | 2016-2018 | 112 | 57  | 24  | 31  | 58.03% |
| Universidad de Concepción | Chile     | 2020      | 26  | 7   | 10  | 9   | 39.74% |
| Defensor Sporting         | Uruguay   | 2021      | 11  | 3   | 4   | 4   | 39.39% |
| Total                     | Total     | Total     | 465 | 187 | 105 | 173 | 47.75% |

## Palmarés

### Como futbolista

#### Campeonatos nacionales
| Título                    | Club              | País    | Año  |
| ------------------------- | ----------------- | ------- | ---- |
| Liguilla Pre-Libertadores | Defensor Sporting | Uruguay | 1981 |

#### Copas internacionales
| Título       | Equipo  | Año  |
| ------------ | ------- | ---- |
| Copa América | Uruguay | 1983 |

### Como entrenador
| Título                    | Club              | País    | Año  |
| ------------------------- | ----------------- | ------- | ---- |
| Liguilla Pre-Libertadores | Cerro             | Uruguay | 2009 |
| Torneo Apertura           | Nacional          | Uruguay | 2009 |
| Torneo Apertura           | Defensor Sporting | Uruguay | 2017 |